# Szentlőrinc–Sellye-vasútvonal
A Dunántúl déli részén fekvő MÁV 61. számú Szentlőrinc–Sellye-vasútvonala egyvágányú, nem villamosított mellékvonal.

## Történet

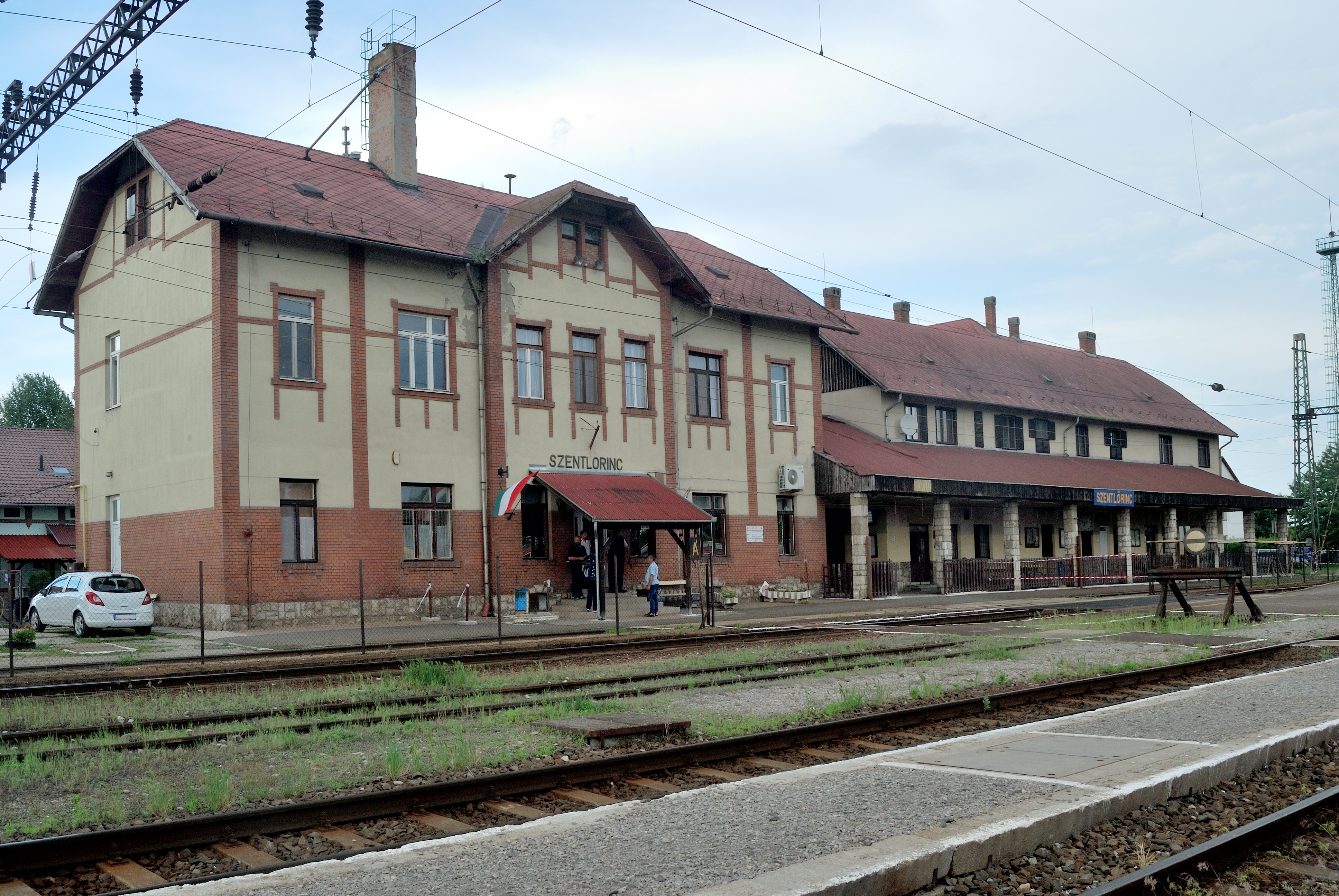
A szentlőrinci vasútállomás

A vasútvonal elődjét a Szentlőrinc-Szlatina-Našici HÉV társaság építette, az egykor 92,5 km hosszú vonal a Dél-Dunántúl és a Dráva-Száva köze között teremtett vasúti kapcsolatot. A Pécs-Barcsi Vasúttársaság Baranya-Szentlőrinc állomásától (mai nevén Szentlőrinc) induló vasútvonalat két részletben helyezték üzembe, a Szentlőrinc és Sellye közötti vonalszakaszt 1895. május 21-én, a Sellye és Našic közötti vonalszakaszt 1895. december 23-án. A síkvidéki vasúton rendkívül sok műtárgy épült, a legjelentősebb a 460 m hosszú Dráva-híd volt. A felépítmény 23,6 kg/fm tömegű, „i” jelű sínekből épült.
A trianoni békeszerződés a Dráva vonalában a vasútvonalat kettévágta, a vonatok ezután Drávasztára–Zaláta állomásig közlekedtek. A 9 km hosszú Sellye–Drávasztára-Zaláta szakaszon a forgalom 1970. december 31. megszűnt. A pályát 1972-ben bontották el. A vonalszakasz bezárását az 1968-as közlekedéspolitikai koncepció rendelte el. Napjainkban csak a Szentlőrinc és Sellye közötti 24 km hosszú vonalszakaszon maradt vasúti személyszállítás.
A személyvonatokon 2020-ban váltották fel a Bzmot motorkocsikat a Siemens Desiro motorvonatok.
2021-ben a vonalat felújították valamint ezzel egy időben valamennyi közbenső állomáson és megállóhelyen feltételes megállási rend került bevezetésre.

## Felépítmény
A jelenlegi pálya hagyományos, hevederes illesztésű, 48 kg/fm sínrendszerű, sínleerősítése vegyes. Alátámasztása szintén vegyes, talpfás, illetve vasbetonaljas, amelyek 40–50 cm vastag zúzottkő ágyazatban fekszenek.